# Sphaerodactylus kirbyi
Sphaerodactylus kirbyi е вид влечуго от семейство Геконови (Gekkonidae). Видът е световно застрашен, със статут Уязвим.

## Разпространение
Разпространен е в Гренада и Сейнт Винсент и Гренадини.